# Spitzschwänziger Scheibenbauch
Der Spitzschwänzige Scheibenbauch (Careproctus reinhardti) ist eine Fischart aus der Familie der Scheibenbäuche (Liparidae). Sie kommt in der arktischen Laptew-, Kara- und Barentssee und im Europäischen Nordmeer vor. Jeweils ein einzelnes Exemplar wurde auch vor Labrador und Neufundland sowie im Skagerrak nachgewiesen.

## Merkmale
Der Spitzschwänzige Scheibenbauch wird 30 cm lang. Die Fische sind tropfenförmig mit einem fast spitz  zulaufenden Schwanz und rosa gefärbt, ohne irgendwelche Flecken oder Muster. Sie haben 59 bis 63 Wirbel. Das Seitenlinienorgan besteht nur aus Kopfporen. Auf jeder Kopfseite befindet sich nur eine Nasenöffnung. Der untere Abschnitt der Brustflossen ist 1,3 bis 2,4 mal länger als der obere. Vor der Symphyse der Brustflossen befindet sich eine taschenartige Hautfalte. Die lange Kiemenspalte reicht bis vor den unteren Teil der Brustflossenbasis. Die von den Bauchflossen gebildete Saugscheibe ist klein und höchstens so groß wie der Augendurchmesser.
Flossenformel: Dorsale 53–57, Anale 47–51.

## Lebensweise
Der Spitzschwänzige Scheibenbauch lebt bei Wassertemperaturen von −2 bis +4 °C auf und über schlammigen Meeresböden in Tiefen von 75 bis 1750 Metern und ist relativ häufig. Er ernährt sich von bodenlebenden und pelagischen Krebstieren und kleineren Fischen. Die Weibchen legen etwa 300 Eier, die einen Durchmesser von 4,5 mm haben.